# Vila fortificada de Baixàs
La Vila fortificada de Baixàs és la vila murada, fortificada, medieval d'estil romànic del poble de Baixàs, a la comarca del Rosselló, Catalunya del Nord.
Envoltava la totalitat del poble vell, amb la cellera primigènia en el seu interior. És un dels recintes fortificats més ben conservats del Rosselló, tant per les portes, torres i muralles, com pel traçat medieval dels seus carrers.

## Història
El terme de Baixàs és documentat des del segle ix (843), amb diferents formes: Baxianum, Baxianos, Bexas o Bexans (aquestes dues del 988, i consta com a possessió de Lindoí, vescomte de Narbona, i de la seva muller Arsenda. D'aquests dos, passà a llurs fills Adelinda i Ramon, fins que el 925 Arsenda, ja vídua de Lindoí, i els seus fills Ramon i Benció, vengueren Baixàs a l'església d'Elna, en la persona del bisbe Guadall. Ja fins a la Revolució Francesa Baixàs continuà lligat al capítol de canonges de Santa Eulàlia d'Elna.

## La vila fortificada
Baixàs presenta dos recintes murallats, el primer correspon a la cellera primitiva, al voltant de l'església de Sant Esteve (més tard dedicada a Santa Maria), i del seu cementiri adjacent, situada actualment al nord-oest del nucli antic del poble, a partir del qual es construí, ja a la baixa edat mitjana, un segon recinte murat, que abraçava la totalitat de la població existent en aquell moment.
Del primer recinte, que devia tenir uns 70 de diàmetre, només es conserven alguns fragments a la base sud-oest del campanar de l'església, en els murs de contenció propers al campanar, i en el Portal de Nostra Senyora, amb un doble arc, un d'ells apuntat, i coronat amb merlets. Queden del segon recinte mostres més notables: alguns panys de mur, tres torres circulars d'angle, almenys quatre bestorres i quatre portals: el de Narbona, el de Pàmies, el de Sant Josep i el de Nostra Senyora (possiblement n'hi havia almenys tres més). Aquesta muralla és a uns 130 metres de la primera, en el punt més allunyat d'oest a est, i fa uns 250 metres de longitud de nord a sud. Té una forma poligonal irregular, de set costats.

## Galeria d'imatges

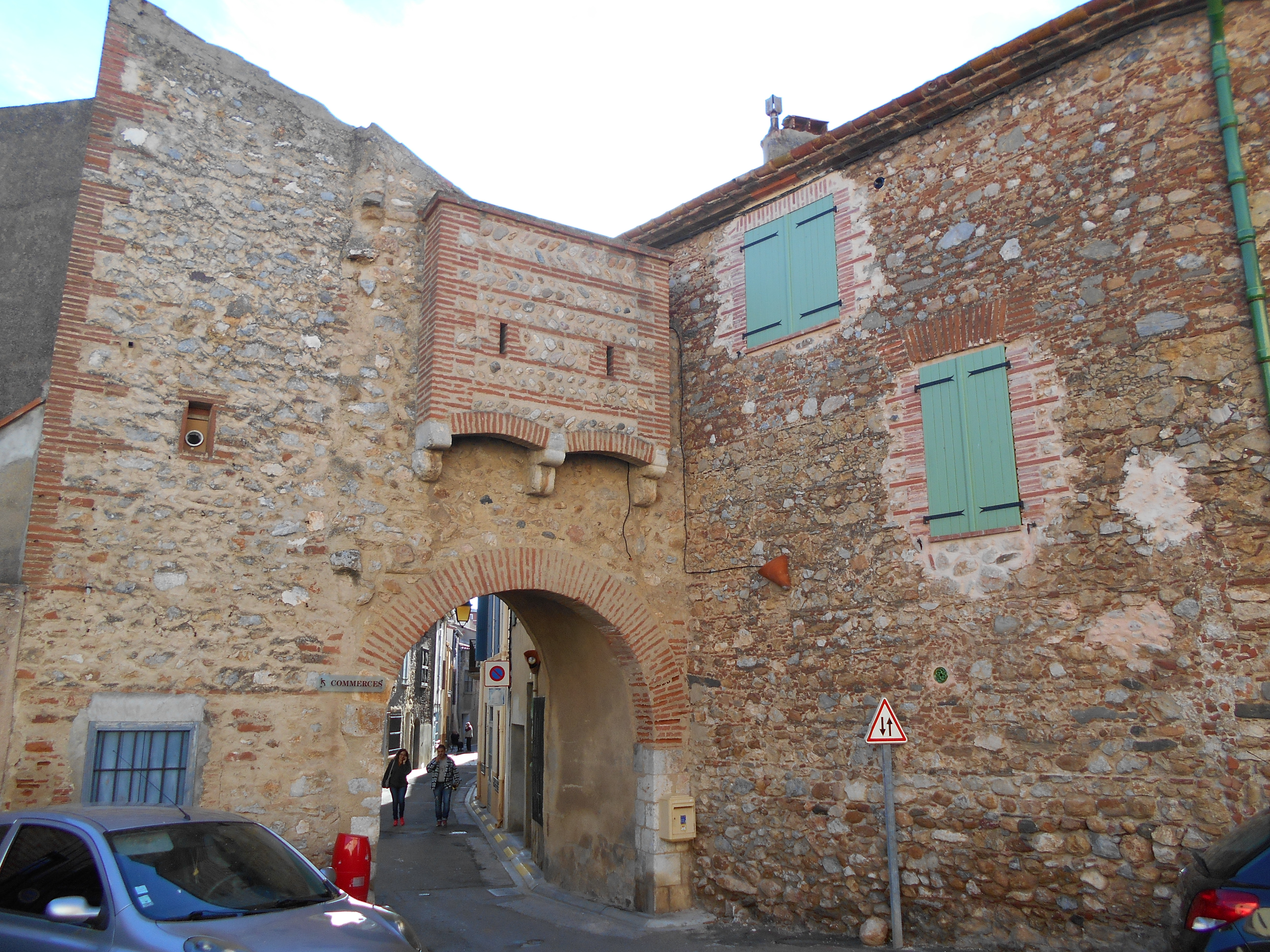
Portal de Sant Josep
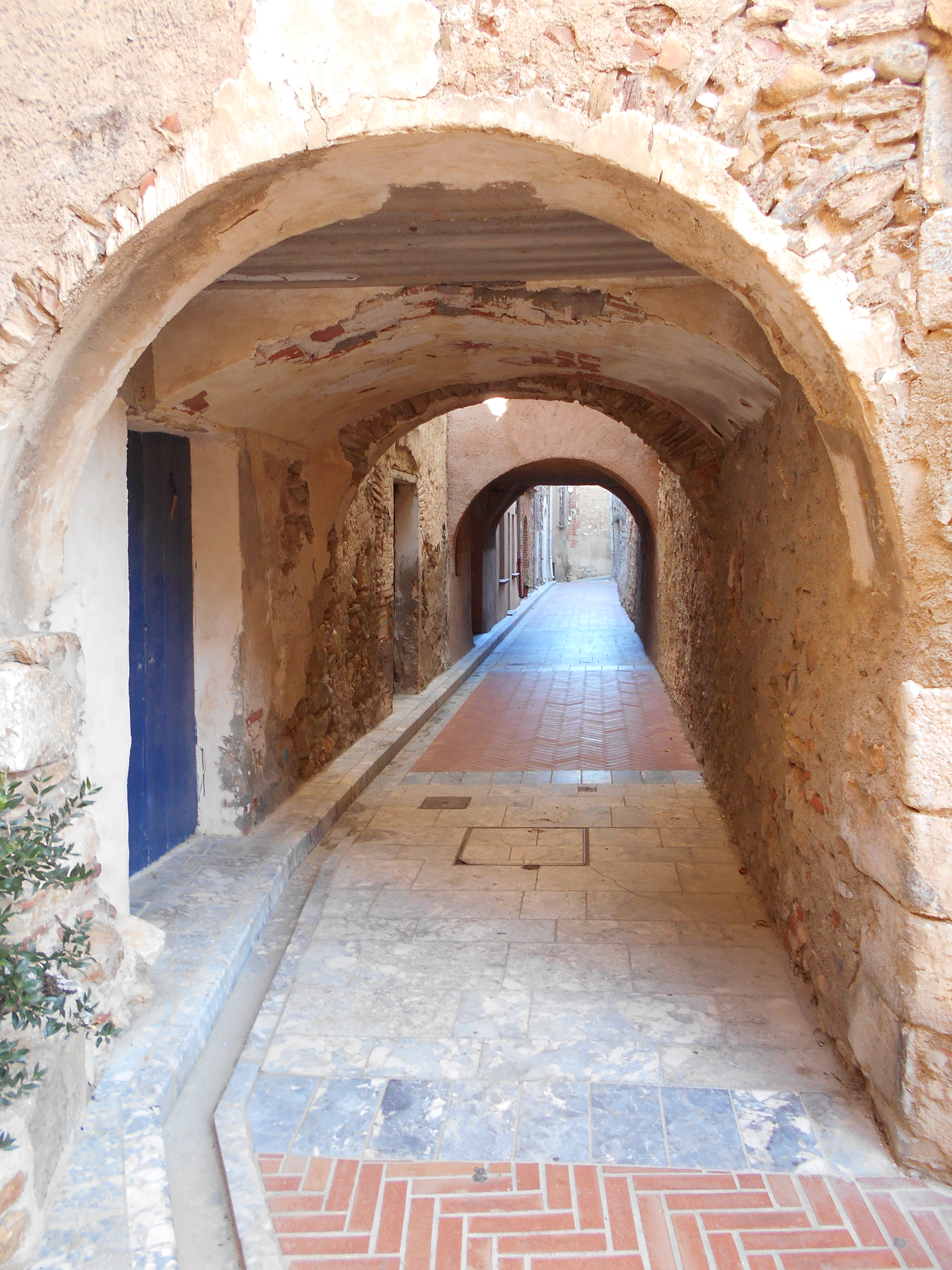
Part de la cellera conservada
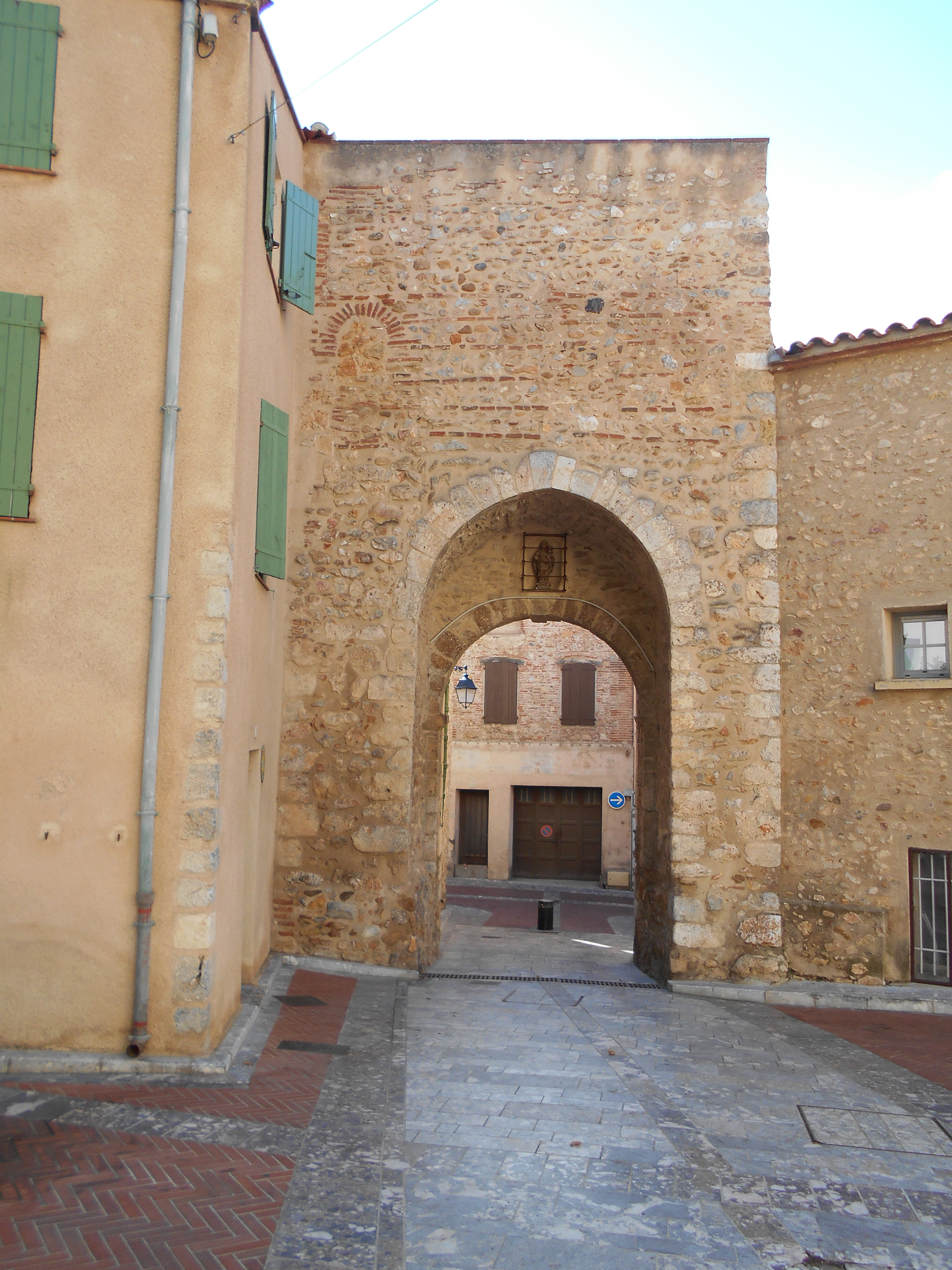
Portal de Nostra Senyora, que separa la cellera antiga de la vila medieval
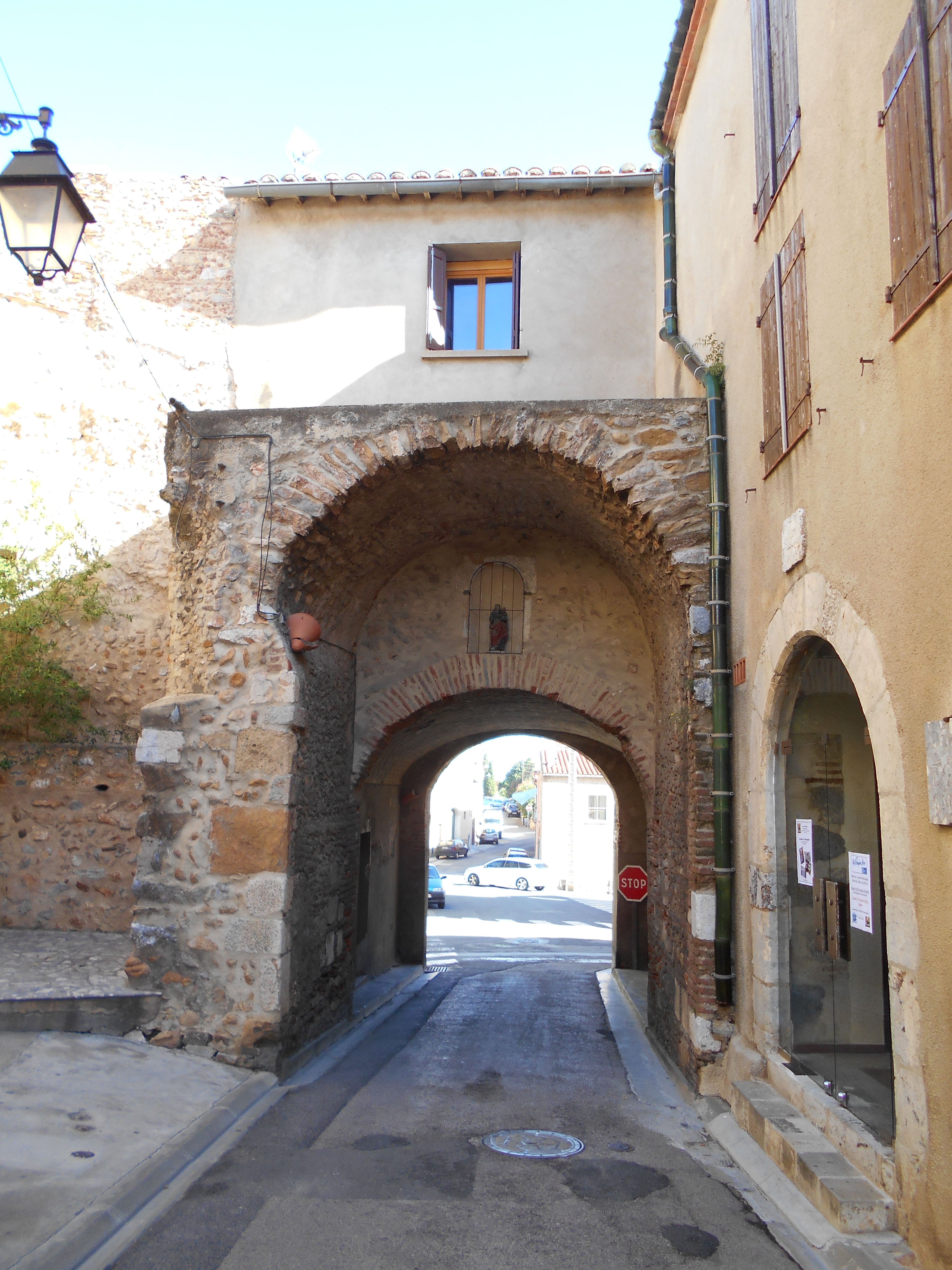
Interior del Portal i torre de Narbona